# فنسنت ك. غراي
فنسنت ك. غراي (بالإنجليزية: Vincent C. Gray)‏ هو عالم نفس وسياسي أمريكي، ولد في 8 نوفمبر 1942 في واشنطن العاصمة في الولايات المتحدة. حزبياً، نشط في الحزب الديمقراطي. وقد انتخب عمدة واشنطن العاصمة (2 يناير 2011 – 2 يناير 2015).